# Can Massana (Subirats)
Can Massana és un conjunt rural format per una masia i un edifici de planta baixa de Subirats (Alt Penedès) protegida com a bé cultural d'interès local.

## Descripció
Can Massana és un conjunt rural prop del nucli de Cantallops i format per dues edificacions tancades per un baluard. La masia és de planta basilical de tres crugies, la central més elevada, de planta baixa i dos pisos coberta a dues aigües amb teula àrab. Està tota arrebossada a excepció de les cantonades o els marcs de les obertures on es veuen els grans carreus de pedra sense desbastar. Les obertures de les golfes, a diferència de la resta que són allindades, són tres arcs de mig punt fets de maó de petites dimensions.
Al costat d'aquesta masia hi trobem un edifici de planta baixa i dos pisos de planta quadrangular. És de coberta plana amb barana de balustres. La façana té tres obertures a cada pis disposades de forma simètrica. Les obertures dels pisos superiors són balcons allindanats emmarcats per motllures. Les de la planta baixa, en canvi són l'entrada i dues finestres als seus laterals, totes tres arc escarser.

## Història
La família Massana és documentada des del 1550. Joan Massana el 1773 feu aixecar aquest mas. Cristòfor Massana, l'any 1892, decidí aixecar la casa annexa com a residència permanent de la família, mentre la masia era destinada a habitació de masovers i mossos.